# Església de San Benito el Real
L'Església de Sant Benito el Real, de l'orde benedictí, és un dels temples més antics de Valladolid.
És l'església corresponent del monestir de San Benito el Real i es va construir sobre l'antic Alcàsser Real i és d'estil gòtic, encara que la façana en forma de torre pòrtic és posterior.
Adossat a l'església es troba el gran edifici monacal, que compta amb tres claustres, un d'ells el conegut Patio Herreriano, avui museu d'art contemporani, i una façana principal  manierista dissenyada per Juan del Ribero Rada.

## Història

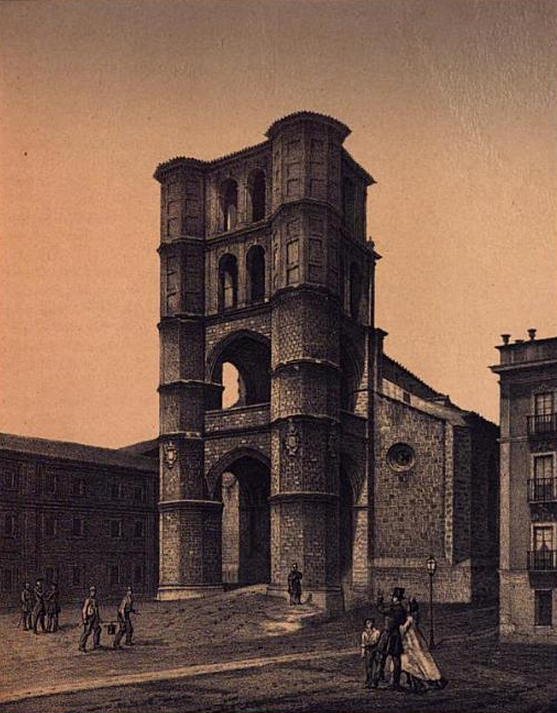
Església de San Benito el Real amb anterioritat a l'enderrocament dels dos pisos superiors de la torre

El 1388 Joan I de Castella cedeix als monjos benedictins l'Alcàsser Real, sobre el qual es va construir el monestir. El papa Climent VII va aprovar la fundació del monestir un any abans, el 1387.
Aquest monestir va anar adquirint prestigi i desenvolupant-se, adquirint noves funcions, la qual cosa va fer que l'espai inicial resultàs petit necessitant una ampliació. Això va motivar la construcció una nova església adossada a l'existent monestir.
L'església actual es va començar a construir el 1499 per ordre del bisbe de Lleó Alfonso de Valdivieso i seguint els plànols de Juan de Arandia. La seva construcció es va finalitzar el 1515.
Entre 1569 i 1572 es va construir el gran pòrtic segons el projecte de Rodrigo Gil de Hontañón.
Tenint en compte que l'orde benedictí tenia llavors molt de poder i sent aquesta la seva casa principal a Castella, l'església atresoraria obres d'art de gran qualitat.
La seva decadència va arribar en el segle xix, primer amb la Guerra de la Independència Espanyola que va sofrir serioses destrosses i posteriorment amb la desamortització de Mendizábal el 1836 en que el monestir es va transformar en quarter i l'església va ser desposseïda de les seves obres d'art. D'aquestes, el cadirat, d'estil plateresc i construït per Andrés de Nájera el 1528 i gran part del retaule major es troben en el Museu Nacional d'Escultura de Valladolid
El 1892 l'església es va tornar a obrir al culte, encarregant-se d'aquest l'orde dels Carmelites.

## Exterior

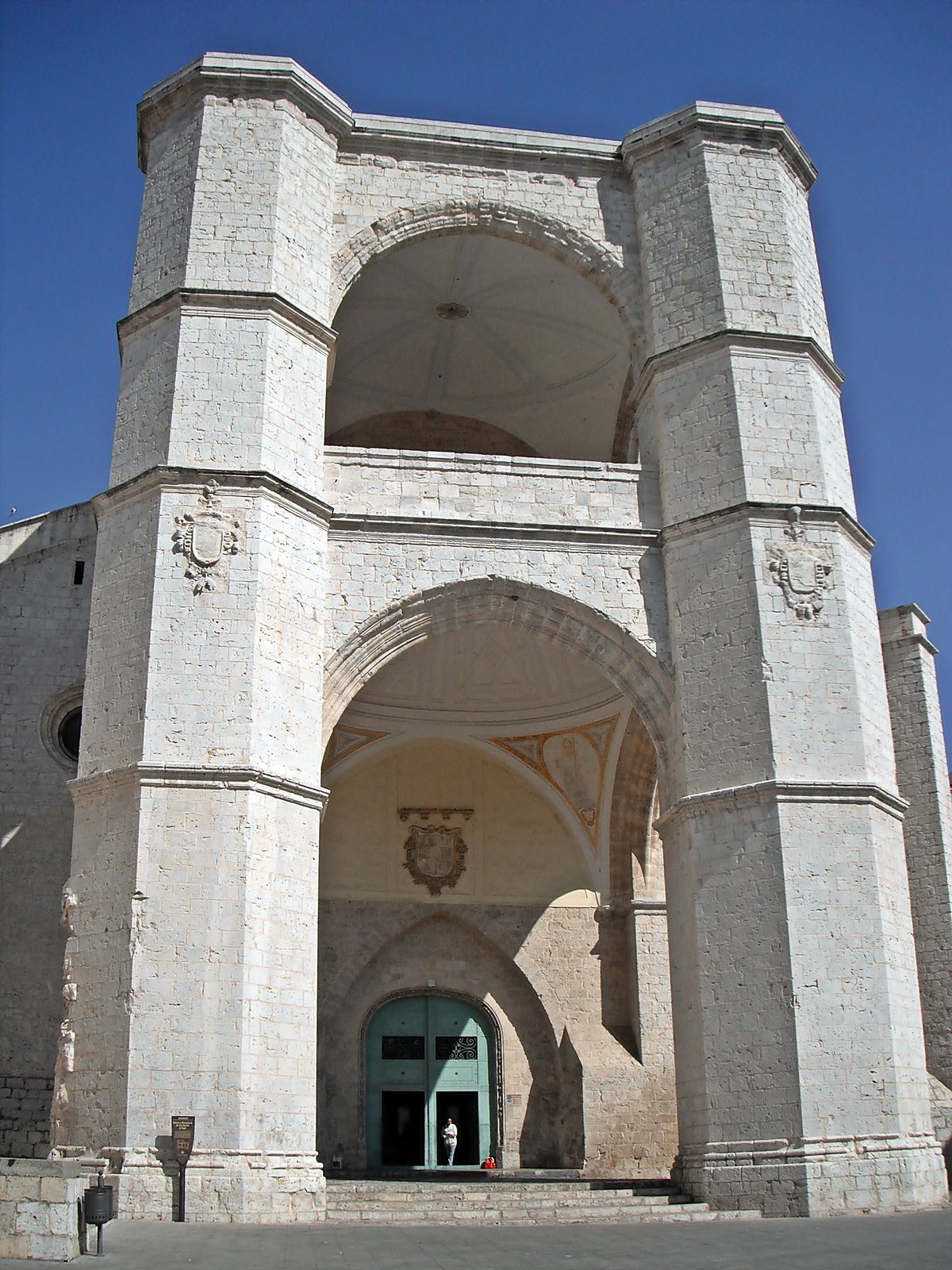
Torre-pòrtic de la façana principal

La façana principal consta d'una torre-pòrtic dissenyada per Rodrigo Gil de Hontañón en 1569. Originalment, aquesta torre posseïa bastant més altura gràcies a l'existència de dos cossos per al campanar, que es trobaven sobre els actuals, i que varen ser enderrocats al segle xix per amenaçar ruïna.
L'edifici té forts murs de pedra calcària i grans finestrals per a il·luminar interior. Les façanes laterals s'articulen mitjançant contraforts que contraresten l'empenta de les voltes de creueria amb què es cobreix a l'interior.

## Interior

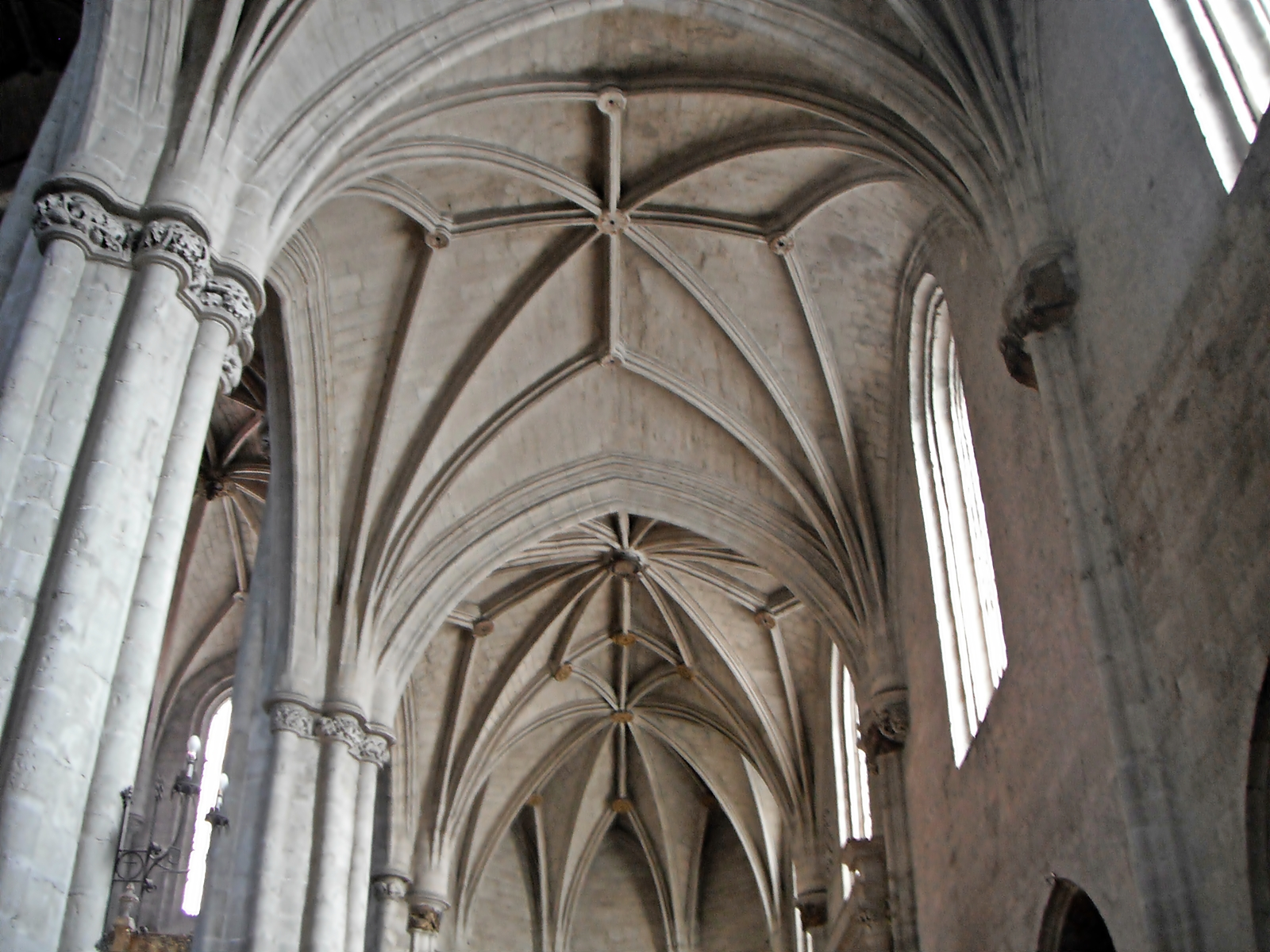
Voltes

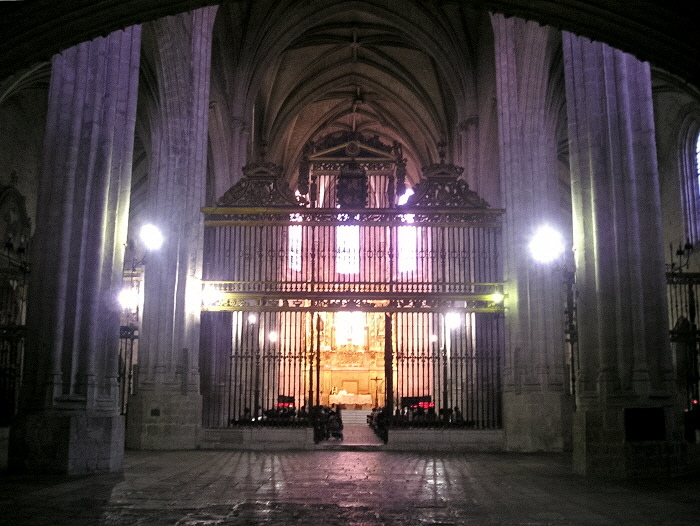
Reixa que separa el presbiteri de la nau

Consta de tres naus de gran altura sense creuer, amb una escassa diferència d'altura entre la nau central i les laterals. Les naus estan separades per grans pilars que suporten les voltes de creueria amb arcs tercelets i estan rematades amb tres absis poligonals. Els pilars més propers a la capçalera presenten capitells i cornises decorats, cosa que desapareixen en els trams dels peus, més austers. Això pot ser degut a la recerca d'un pressupost més econòmic conforme avançaven les obres, començades per la capçalera, a la manera medieval.
La il·luminació es resol a partir de grans buits que s'obren a la paret de la nau lateral del costat de l'Epístola i als absis.
En el tram dels peus es troba el cor alt, que abasta les tres naus de l'església.
Les tres naus estan separades del presbiteri per una gran reixa de 1571, obra de Juan Tomás Celma.
Entre els tresors que es trobaven a l'església, i que ara són al Museo Nacional Colegio de San Gregorio que es troba al Col·legi de Sant Gregori, tenim el retaule major de San Benito el Real encarregat a Alonso Berruguete per l'abat Alonso de Toro i realitzat entre 1526 i 1532. És una obra de grans dimensions decorada amb pintures, relleus i escultures de fusta policromada. Centrats tenim les imatges en relleu de la Immaculada i San Benito.
A l'esmentat museu també hi ha el cadirat del cor realitzat entre 1525 i 1529 per Andrés de Nájera. Aquest posseeix cadires baixes i altes i estava situat a la nau central. El destí d'aquest cadirat era servir per a les reunions anuals d'abats dels monestirs castellans de l'orde benedictí, que tenien lloc en aquesta església. Així, en els respatllers de les cadires altes, apareixen els sants als quals estaven advocats les diferents cases benedictines espanyoles, podent trobar cada abat fàcilment el seu seient gràcies a la imatge del respatller. La qualitat de l'escultura és molt alta i molts autors afirmen que aquesta és un dels millors cadirats existents a Espanya.